# Nomi della Cina
La Cina ha numerose denominazioni contemporanee e storiche, in varie lingue, per indicare il Paese dell'Asia orientale noto come 中國, 中国, Zhōngguó o Jhongguó in cinese standard, una forma basata sul dialetto di Pechino del mandarino.
Il nome italiano «Cina» fu preso in prestito dal portoghese nel XVI secolo, e i suoi diretti cognati divennero comuni nei secoli successivi in Occidente. 
Si ritene che il termine derivi dal medio persiano, e alcuni lo fanno risalire ulteriormente al sanscrito चीन (cīna) per indicare la nazione. Si pensa anche che l'origine ultima del nome «Cina» sia la parola cinese Qín (秦), nome della dinastia Qin che, dopo essere stata a lungo uno stato all'interno della dinastia Zhou, unificò la Cina. Tuttavia, esistono ipotesi alternative sull'etimologia di questa parola.
Oltre a Zhōngguó, altri nomi cinesi per la Cina includono Zhōnghuá (中华, 中華, «splendore centrale»), Huáxià (华夏, 華夏, «magnificenza elegante»), Shénzhōu (神州, «terra divina») e Jiǔzhōu (九州, «nove province»). Sebbene la concezione ufficiale della nazionalità cinese non faccia particolare riferimento all'etnia, i nomi comuni per il gruppo etnico più numeroso in Cina sono Hàn (汉; 漢) e Táng (唐). Repubblica Popolare Cinese (Zhōnghuá Rénmín Gònghéguó) e Repubblica di Cina (Zhōnghuá Mínguó) sono i nomi ufficiali dei due governi che attualmente rivendicano la sovranità sulla «Cina». Il termine «Cina continentale» si riferisce alle aree sotto la giurisdizione della RPC, includendo o escludendo Hong Kong e Macao.
Esistono inoltre nomi della Cina usati nel mondo che derivano dalle lingue di gruppi etnici diversi dagli Han: esempi sono «Catai», dal linguaggio dei Khitan, e Tabgach, dai Tuoba. Il dominio governato dall'imperatore della Cina è inoltre indicato con il termine Impero cinese.

## Endonimi

### Zhongguo

#### Periodo pre-Qing

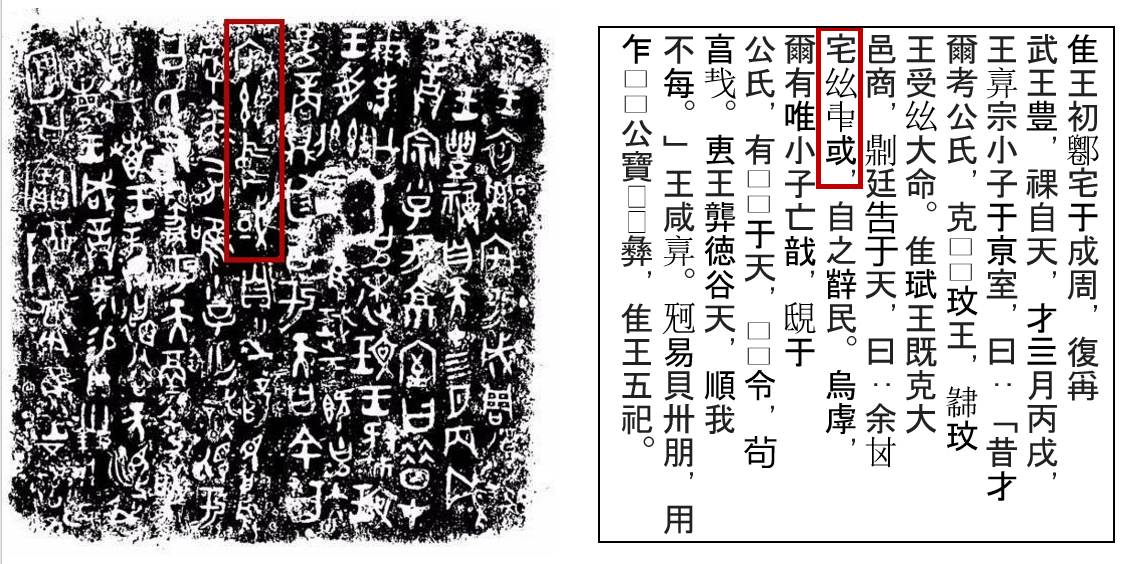
L'incisione sullo He zun e sua trascrizione; è incorniciata la frase 宅𢆶𠁩或; zhái zī zhōngguó; «abitare questo stato centrale». La stessa frase è scritta in caratteri tradizionali e semplificati come 宅茲中国; 宅茲中國.

Zhōngguó (中國) è il nome cinese più comune per la Cina nei tempi moderni. La più antica attestazione di questo termine a due caratteri si trova sull'He zun, un vaso di bronzo risalente al 1038-1000 a.C. circa, durante il primo periodo Zhou occidentale. L'espressione zhong guo divenne d'uso comune nel periodo degli Stati Combattenti (475-221 a.C.), quando si riferiva agli «Stati Centrali», ossia agli stati della valle del Fiume Giallo dell'epoca Zhou, distinti dalle periferie tribali. Nei periodi successivi, tuttavia, Zhōngguó non fu più utilizzato in questo senso. Nella Cina imperiale, lo Stato veniva identificato con il nome della dinastia regnante, e i concetti di Stato distinti dalla dinastia erano poco compresi. Il Paese veniva quindi chiamato con il nome della dinastia, come «Han», «Tang», «Grande Ming», «Grande Qing» ecc. Fino al XIX secolo, quando il mondo globalizzato iniziò a richiedere un linguaggio giuridico comune, non vi era mai stata necessità di un nome fisso o univoco.
Già nel periodo delle Primavere e Autunni, Zhōngguó poteva essere inteso sia come dominio della capitale sia come riferimento alla civilà cinese zhūxià (諸夏, «le varie Xia») o zhūhuá (諸華, «le varie Hua»), e al dominio politico e geografico che essa comprendeva. Tuttavia, il termine Tiānxià era quello più comunemente usato per questo concetto. Questo sviluppo portò all'uso del termine durante il periodo degli Stati Combattenti, quando, oltre alla comunità culturale, esso poteva designare l'area geopolitica della civiltà cinese, equivalente a Jiǔzhōu. In senso più ristretto, poteva anche riferirsi alla Pianura Centrale o agli stati di Zhao, Wei e Han, geograficamente centrali tra gli Stati Combattenti. Sebbene Zhōngguó potesse essere usato prima dell'epoca Song per indicare la cultura o civiltà cinese transdinastica a cui apparteneva il popolo cinese, fu durante la dinastia Song che i letterati iniziarono a usare Zhōngguó per descrivere l'entità transdinastica con diversi nomi dinastici nel tempo, ma con un territorio definito e caratterizzato da una comune discendenza, cultura e lingua.
Il termine Zhōngguó fu usato in modi diversi in ogni periodo storico. Poteva riferirsi alla capitale dell'imperatore per distinguerla da quelle dei suoi vassalli, come avveniva sotto gli Zhou occidentali. Poteva riferirsi agli stati della Pianura Centrale per distinguerli da quelli delle regioni periferiche. Lo Shujing,ad esempio, definisce con Zhōngguó la regione della capitale, contrapposta alla città capitale. Durante la dinastia Han, tre usi di Zhōngguó erano comuni. Le Memorie di uno storico lo utilizza per indicare la capitale e impiega anche i concetti di zhōng («centro, centrale») e Zhōngguó per designare il centro della civiltà: «Vi sono otto montagne famose al mondo: tre fra i Man e gli Yi (terre selvagge dei barbari), cinque nella Zhōngguó» (天下名山八，而三在蠻夷，五在中國). In questo senso, il termine Zhōngguó è sinonimo di Huáxià (華夏, 华夏) e Zhōnghuá (中華, 中华), nomi della Cina attestati rispettivamente nel periodo degli Stati Combattenti e nel periodo Jin orientale.

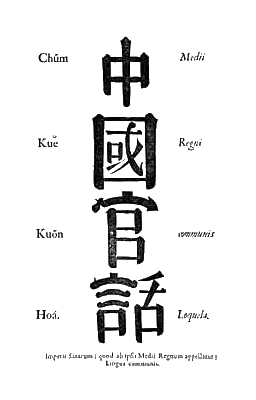
«La lingua comune del Regno di Mezzo» (Medii Regni Communis Loquela; 中國官話; Zhongguo Guanhua), frontespizio di una grammatica cinese antica pubblicata da Étienne Fourmont nel 1742.

Dalla dinastia Qin alla dinastia Ming, i letterati scrissero di Zhōngguó sia come un luogo o territorio storico sia come una cultura. In particolare, gli scrittori del periodo Ming usarono il termine come strumento politico per esprimere opposizione alle politiche espansionistiche che integravano popolazioni straniere nell'impero. Al contrario, i conquistatori stranieri di solito evitavano di discutere di Zhōngguó e definivano l'appartenenza ai loro imperi includendo sia gli han che i non-han.

#### Periodo Qing
Zhōngguó apparve per la prima volta in un documento giuridico internazionale durante la dinastia Qing, con il Trattato di Nerčinsk del 1689. Il termine venne poi utilizzato nelle comunicazioni con altri stati e nei trattati. I sovrani manciù integrarono nell'impero vari stati dell'Asia interna, e Wei Yuan, uno studioso di amministrazione statale, distinse i nuovi territori da Zhōngguó, che definì come le 17 province della «Cina propriamente detta» più le terre d'origine manciù nel Nord-est. Alla fine del XIX secolo, il termine si affermò come nome comune per l'intero Paese. L'impero era talvolta chiamato Grande Qing, ma sempre più spesso Zhōngguó.
Il nome manciù per la Cina è Dulimbai Gurun, con «Dulimbai» che significa «centrale» o «medio» e «Gurun» che significa «nazione» o «stato». Lo storico Zhao Gang scrive che «non molto dopo la caduta dei Ming, la Cina divenne equivalente a Grande Qing (Da Qing), un altro titolo ufficiale dello stato Qing», e che «Qing e Cina divennero titoli ufficiali intercambiabili, e quest'ultimo apparve spesso come sostituto del primo nei documenti ufficiali». I Qing equiparavano le terre del loro impero (inclusa l'attuale Manciuria, lo Xinjiang, la Mongolia, il Tibet e altre aree) a «Cina» sia in lingua cinese sia in manciù, definendo la Cina come uno stato multietnico, rifiutando l'idea che la Cina significasse soltanto le aree han; sia i popoli han sia i non-han facevano parte della «Cina». Gli ufficiali usarono il termine «Cina» (sebbene non in modo esclusivo) nei documenti ufficiali, nei trattati internazionali e negli affari esteri, e la «lingua cinese» (Dulimbai gurun i bithe) si riferiva alle lingue cinesi, manciù e mongola, mentre il termine «popolo cinese» (Zhōngguórén; Dulimbai gurun i niyalma) indicava tutti i sudditi han, mancesi e mongoli dei Qing. I letterati Han fedeli ai Ming continuavano a definire «Cina» i confini dei Ming e a considerare «stranieri» le minoranze sotto il dominio Qing, come mongoli e tibetani, in linea con la loro ideologia anti-Qing.

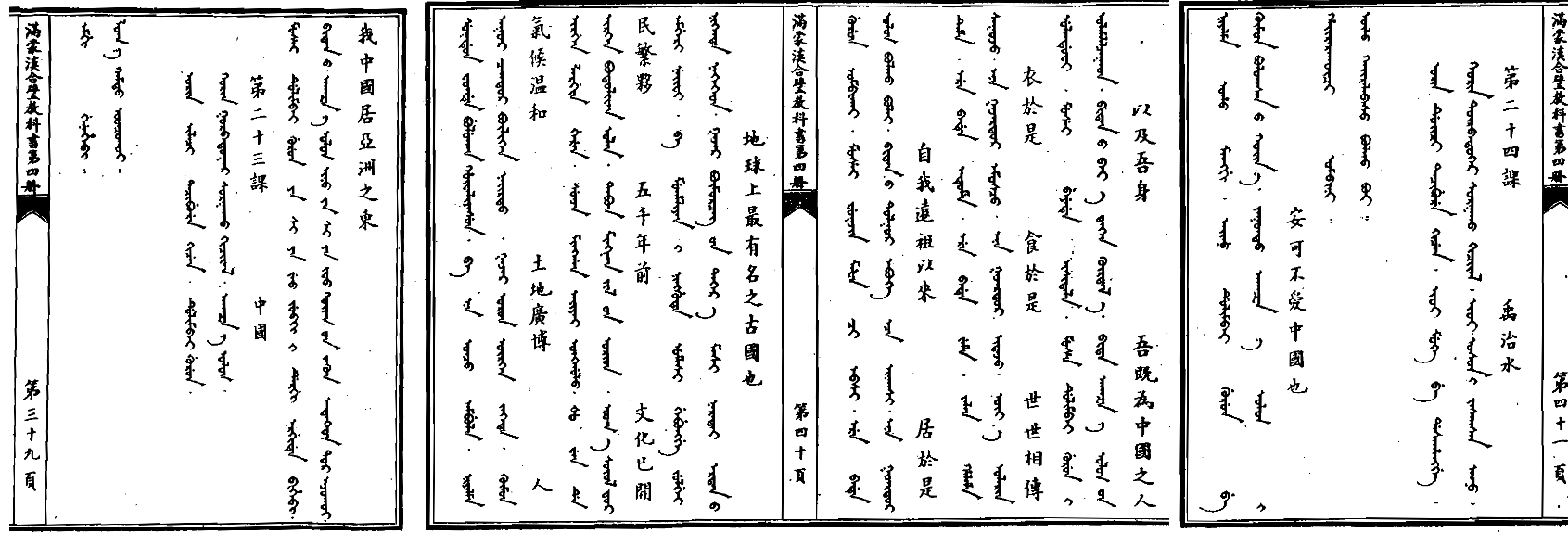
Capitolo Cina (中國) del Manchurian, Mongolian and Han Chinese Trilingual Textbook (滿蒙漢三語合璧教科書) pubblicato durante la dinastia Qing: «Il nostro paese, la Cina, si trova nell'Asia orientale... Per 5000 anni, la cultura è fiorita [nella terra della Cina]... Dal momento che siamo cinesi, come potremmo non amare la Cina».

Quando i Qing conquistarono la Zungaria nel 1759, proclamarono in un memoriale in lingua manciù che la nuova terra era stata assorbita in Dulimbai Gurun. I Qing svilupparono l'ideologia di unire i «non-han esterni», come tibetani, mongoli orientali e occidentali, con gli «han interni» in «un'unica famiglia», unita nello stato Qing, dimostrando che i diversi sudditi dei Qing facevano parte di un'unica comunità. I Qing usavano anche le espressioni «Zhōngwài yījiā» (中外一家; «Cina e altri [paesi] come una famiglia») o «Nèiwài yījiā» (內外一家; «Interno ed esterno come una famiglia») per trasmettere questa idea di «unificazione» dei diversi popoli. Una versione manciù di un trattato con l'Impero russo riguardante la giurisdizione sui banditi definiva gli abitanti del Qing come «popolo del Regno Centrale (Dulimbai Gurun)». Nel resoconto in lingua manciù dell'ufficiale Qing Tulisen sul suo incontro con Ayuki Khan, leader dei mongoli Torghut, veniva menzionato che, sebbene i Torghut non fossero come i russi, il «popolo del Regno Centrale» (dulimba-i gurun/Zhōngguó) era simile ai mongoli Torghut, e che con «popolo del Regno Centrale» si faceva riferimento ai manciù.
I manuali di geografia pubblicati nel tardo periodo Qing descrivevano dettagliatamente la posizione regionale e lo spazio territoriale della Cina, enfatizzando in generale che la Cina era un grande Paese in Asia ma non il centro del mondo. Ad esempio, il «Manuale elementare di geografia cinese» (蒙學中國地理教科書) pubblicato nel 1905 descriveva i confini della Cina e i paesi confinanti nei seguenti termini: «Il confine occidentale della Cina si trova al centro dell'Asia, confinando con i territori (oltremare) della Gran Bretagna e della Russia. Il territorio ha una forma convessa, come un cappello. Tutte le montagne e i fiumi hanno origine qui. A est confina con il Giappone attraverso il Mar Cinese Orientale. A sud si affaccia sul Mar Cinese Meridionale e confina con l'Annam francese e la Birmania britannica. A sud-ovest è separato dall'India britannica da catene montuose. Da ovest a nord e a nord-est, i tre lati della Cina confinano tutti con territori russi. Solo il confine meridionale del nord-est è collegato alla Corea attraverso il fiume Yalu». Inoltre affermava che «In Asia vi sono circa una dozzina di paesi, ma solo la Cina possiede un vasto territorio, una popolazione prospera e domina l'Asia orientale. È un grande paese famoso in tutto il mondo».
La dinastia Qing promulgò la prima legge sulla nazionalità cinese nel 1909, che definiva come cittadino cinese (Zhōngguó Guójí) qualsiasi individuo nato da padre cinese. I figli nati da madre cinese acquisivano la sua nazionalità solo se il padre era apolide o di nazionalità sconosciuta. Queste norme furono emanate in risposta a una legge dei Paesi Bassi del 1907 che, retroattivamente, considerava tutti i cinesi nati nelle Indie orientali olandesi come cittadini olandesi. Fu scelto il principio dello jus sanguinis per definire la nazionalità cinese, così da permettere ai Qing di contrastare le rivendicazioni straniere sulle popolazioni cinesi all'estero e mantenere l'eterna fedeltà dei propri sudditi emigrati, tramite la discendenza paterna. In cinese, si utilizza il termine xuètǒng (血統), che significa letteralmente «linea di sangue», per spiegare il legame di discendenza che caratterizza qualcuno come appartenente alla stirpe cinese e, di conseguenza, idoneo a ottenere la cittadinanza cinese secondo le leggi Qing (e oltre).
Mark Elliott osserva che fu sotto i Qing che il termine «Cina» si trasformò in una definizione riferita alle terre su cui lo Stato rivendicava la sovranità, piuttosto che all'area della Pianura Centrale e al suo popolo, già alla fine del XVIII secolo.
Elena Barabantseva nota inoltre che i Manciù chiamavano «cinesi» (Zhōngguó zhī rén, «persona della Cina»), tutti i sudditi dell'impero Qing, indipendentemente dall'etnia, e utilizzavano il termine (Zhōngguó) come sinonimo dell'intero impero Qing, mentre con Hànrén (漢人) si riferivano solo all'area centrale del dominio, vedendo l'impero come uno stato multietnico.
William T. Rowe scrive che il nome «Cina» (Zhōngguó; Zhōnguá) era apparentemente inteso come il regno politico degli han durante la dinastia Ming, e che questa concezione rimase tra gli Han anche agli inizi della dinastia Qing, condivisa dagli stessi Aisin Gioro prima della transizione Ming-Qing. I Qing, tuttavia, «iniziarono a riferirsi al loro impero più vasto non solo come Grande Qing ma anche, quasi in modo intercambiabile, come Cina» nel giro di pochi decenni. Invece dell'antica idea (Ming) di uno stato etnico Han, questa nuova Cina dei Qing era «uno stato dichiaratamente multietnico». Gli studiosi han ebbero tempo per adattarsi a questo concetto, ma entro il XIX secolo l'idea della Cina come stato multinazionale con confini notevolmente ampliati divenne la terminologia standard tra i letterati han. Rowe osserva che «queste furono le origini della Cina che conosciamo oggi». Aggiunse che, mentre i primi sovrani Qing si vedevano come imperatori «multi-hat» che governavano diverse nazionalità «separatamente ma simultaneamente», a metà del XIX secolo l'impero Qing era ormai parte di una comunità di stati sovrani in stile europeo e aveva stipulato una serie di trattati con l'Occidente, nei quali i sovrani Qing venivano costantemente indicati come «Imperatori della Cina» e la loro amministrazione come «Governo della Cina».
Joseph W. Esherick osserva che, mentre gli imperatori Qing governavano le regioni di frontiera non-han tramite un sistema separato gestito dal Lifanyuan e distinto dall'amministrazione han, furono proprio i manciù Qing a espandere il concetto di Zhōngguó rendendolo «flessibile» e applicandolo all'intero impero, anche nei rapporti diplomatici con altri Paesi, mentre alcuni sudditi han criticavano questo uso del termine. Il letterato Han Wei Yuan, ad esempio, utilizzava Zhōngguó solo per indicare le diciassette province della Cina e le tre province mancesi orientali, escludendo le altre aree di frontiera. Grazie ai trattati stipulati dai Qing che chiarivano i confini internazionali dello stato, essi riuscirono a insinuare nel popolo cinese l'idea che la Cina includesse aree come Mongolia e Tibet, anche tramite riforme educative di geografia, che evidenziavano i confini dello stato Qing, sebbene la popolazione non comprendesse bene come l'identità cinese comprendesse tibetani e mongoli o cosa significasse essere «cinesi». La versione inglese del Trattato di Nanchino del 1842 si riferisce a «Sua Maestà l'Imperatore della Cina», mentre la versione cinese utilizza sia «Grande Imperatore Qing» (Da Qing Huangdi) sia Zhōngguó. Il Trattato di Tientsin del 1858 utilizza un linguaggio simile.
Alla fine del XIX secolo, il riformatore Liang Qichao affermò in un famoso passaggio che «la nostra più grande vergogna è che il nostro Paese non ha un nome. I nomi che la gente comunemente pensa, come Xia, Han o Tang, sono tutti titoli di dinastie passate». Egli sosteneva che gli altri Paesi del mondo «vantano tutti un proprio nome di Stato, come l'Inghilterra e la Francia, con l'unica eccezione degli Stati Centrali», e che il concetto di tianxia doveva essere abbandonato a favore di guojia, ossia «nazione», per la quale accettava il termine Zhōngguó. Dall'altra parte, il missionario protestante americano John Livingstone Nevius, che aveva vissuto in Cina per 40 anni, scrisse nel suo libro del 1868 che il nome più comune che i cinesi usavano per riferirsi al loro Paese era Zhōngguó, seguito da Zhōnghuáguó (中華國) e da altri nomi come Tianchao (天朝) e dal titolo particolare della dinastia regnante. Inoltre, un manuale di geografia cinese pubblicato nel 1907 affermava che «i cittadini cinesi chiamano il loro Paese Zhōngguó o Zhōnghuá», e notava che la Cina (Zhōngguó) era uno dei pochi stati monarchici indipendenti di tutta l'Asia a quel tempo, insieme a paesi come il Giappone. Il termine giapponese Shina era stato inizialmente proposto da alcuni come un equivalente sostanzialmente neutro e di influenza occidentale per «Cina». Ma dopo la fondazione della Repubblica di Cina nel 1912, Zhōngguó fu adottato anche come abbreviazione di Zhōnghuá Mínguó, e la maggior parte dei cinesi considerava Shina un termine straniero, chiedendo che persino i giapponesi lo sostituissero con Zhōnghuá Mínguó, o semplicemente con Zhōngguó.
Prima della firma del Trattato di amicizia e commercio sino-giapponese del 1871, il primo trattato tra la Cina Qing e l'Impero del Giappone, i rappresentanti giapponesi sollevarono obiezioni all'uso del termine Zhōngguó nel trattato, in parte come reazione alle precedenti obiezioni della Cina per l'uso del termine Tennō o «Imperatore del Giappone». I giapponesi dichiararono che il termine Zhōngguó «serviva a confrontarsi con le aree di frontiera del Paese» e insistettero affinché nella versione cinese del trattato fosse utilizzato solo «Grande Qing». Tuttavia, questa richiesta fu fermamente respinta dai rappresentanti Qing: «Il nostro Paese Cina è chiamato Zhōngguó da tempi antichissimi. Abbiamo firmato trattati con diversi Paesi, e sebbene Grande Qing compaia nelle prime righe di tali trattati, nel corpo del testo si usa sempre Zhōngguó. Non c'è mai stato un precedente per modificare il nome del Paese» (我中華之稱中國，自上古迄今，由來已久。即與各國立約，首書寫大清國字樣，其條款內皆稱中國，從無寫改國號之例). I rappresentanti cinesi ritenevano che Zhōngguó, come nome di Stato equivalente a «Grande Qing», potesse essere usato naturalmente anche a livello internazionale, e che ciò non dovesse essere cambiato. Alla fine, entrambe le parti concordarono che, sebbene nelle prime righe si sarebbe usato «Grande Qing», l'uso del termine Zhōngguó nel corpo del trattato, al pari di «Grande Qing», sarebbe rimasto a discrezione della Cina.

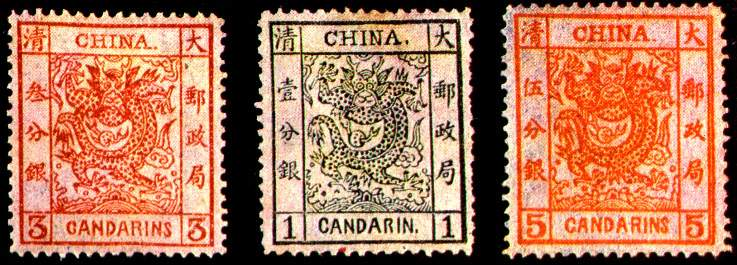
Francobolli postali Qing emessi nel 1878.

Il funzionario Qing Zhang Deyi espresse una volta obiezioni al nome occidentale «China», sostenendo che la Cina si chiamava Zhōnghuá. Tuttavia, i Qing stabilirono legazioni e consolati noti come «Chinese Legation», «Imperial Consulate of China», «Imperial Chinese Consulate (General)» o con nomi simili in vari Paesi con cui intrattenevano relazioni diplomatiche, come Regno Unito e Stati Uniti. Sia i termini inglesi che quelli cinesi, come «China» e Zhōngguó, venivano frequentemente usati da queste legazioni e consolati per riferirsi allo Stato Qing nelle loro corrispondenze diplomatiche con Paesi stranieri. Inoltre, il nome inglese «China» veniva utilizzato anche all'interno della Cina dai Qing, ad esempio nei francobolli ufficiali emessi a partire dal 1878, quando i Qing istituirono un sistema postale moderno. Questi francobolli (noti in cinese come 大龍郵票, «francobolli del grande drago») riportavano un grande drago al centro, circondato da una cornice con la scritta bilingue «CHINA» (corrispondente a «Grande Impero Qing» in cinese) e l'indicazione locale del valore in «CANDARINS».
Durante il tardo periodo Qing, vari libri di testo con il nome di «storia cinese» (Zhōngguó lìshǐ) cominciarono a diffondersi già all'inizio del XX secolo. Ad esempio, il manuale Chinese History of the Present Dynasty, pubblicato nel 1910, affermava che «la storia della nostra attuale dinastia fa parte della storia della Cina, ossia la storia più recente della sua intera storia. La Cina è stata fondata come Paese 5.000 anni fa ed è la nazione con la storia più lunga al mondo. E la sua cultura è la migliore tra tutte le nazioni orientali sin dai tempi antichi. Il suo territorio copre circa il 90% dell'Asia orientale, e il suo declino o la sua ascesa possono influenzare l'andamento generale dei Paesi dell'Asia...». Dopo il Movimento del 4 Maggio del 1919, gli studenti istruiti iniziarono a diffondere il concetto di Zhōnghuá, che rappresentava il popolo, comprendendo sia i 55 gruppi etnici minoritari sia gli Han, uniti da una cultura comune che li identificava come «cinesi». La Repubblica di Cina e la Repubblica Popolare Cinese utilizzarono entrambe Zhōnghuá nei loro nomi ufficiali. Così, Zhōngguó divenne il nome comune per entrambi i governi e Zhōngguó rén (中國人) per i loro cittadini. I cinesi all'estero sono indicati come huáqiáo (华侨; 華僑, «cinesi d'oltremare») o huáyì (华裔; 華裔, «discendenti cinesi»), ossia i figli di cinesi nati all'estero.

#### Regno di Mezzo
La traduzione inglese di Zhōngyuán come «Middle Kingdom» (Regno di Mezzo) entrò nelle lingue europee attraverso i portoghesi nel XVI secolo e divenne popolare a metà del XIX secolo. Entro la metà del XX secolo, il termine era ormai radicato nella lingua inglese, riflettendo la visione occidentale della Cina come un Regno di Mezzo introverso o, più accuratamente, come «Regno Centrale» o «Stato Centrale». Endymion Wilkinson sottolinea che i cinesi non erano gli unici a considerare il loro Paese come centrale, sebbene la Cina fosse l'unica cultura ad aver utilizzato questo concetto come proprio nome ufficiale. Tuttavia, il termine Zhōngguó non fu inizialmente usato come nome della Cina e non mantenne lo stesso significato lungo tutta la storia (vedi sopra).
Nel XIX secolo, la Cina era occasionalmente chiamata in Occidente con altre denominazioni, seppur meno comuni, come «Middle Flowery Kingdom» (Regno Fiorito Centrale), «Central Flowery Kingdom» (Regno Fiorito Centrale), o «Central Flowery State» (Stato Fiorito Centrale), traduzioni di Zhōnghuáguó (中華國; 中华国), oppure semplicemente «Flowery Kingdom» (Regno Fiorito), traduzione di Huáguó (華國; 华国). Tuttavia, alcuni studiosi sostengono che tali traduzioni (piuttosto comuni all'epoca) derivassero forse da un fraintendimento del carattere Huá (華; 华), che significa «Cina» (o «magnifico, splendido»), con il carattere Huā (花), che significa «fiore».

### Huaxia
Il nome Huáxià (華夏; 华夏) è generalmente usato come epiteto nei testi cinesi. Secondo le interpretazioni tradizionali, si tratta della combinazione di due parole che in origine si riferivano all'eleganza dell'abbigliamento tradizionale han e al concetto confuciano di rito.
- Huá indica la «bellezza fiorita», ovvero la raffinatezza degli abiti e degli ornamenti personali (有服章之美, 謂之華).
- Xià significa grandezza o maestosità, riferita alle consuetudini sociali, alla cortesia, alle buone maniere e ai riti o cerimonie (有禮儀之大, 故稱夏).

Nel suo senso originale, Huáxià si riferisce a una confederazione di tribù stanziate lungo il Fiume Giallo, considerate gli antenati di quello che in seguito divenne il gruppo etnico han in Cina. Durante il periodo degli Stati Combattenti (475-221 a.C.), l'autocoscienza dell'identità Huáxià si sviluppò e si radicò nella civiltà cinese antica.

### Zhonghua minzu
Zhōnghuá mínzú è un termine che significa «nazione cinese» nel senso di un'identità nazionale multietnica. Sebbene sia stato inizialmente rifiutato dalla Repubblica Popolare Cinese, esso è utilizzato ufficialmente a partire dagli anni '80 nell'ambito di politiche di orientamento nazionalista.

### Tianchao e Tianxia
Tianchao (天朝; pinyin: Tiāncháo), tradotto come «Dinastia Celeste» o «Impero Celeste», e Tianxia (天下; pinyin: Tiānxià), tradotto come «Tutto sotto il cielo», sono stati entrambi utilizzati per riferirsi alla Cina. Questi termini venivano impiegati solitamente nel contesto di guerre civili o periodi di divisione, con Tianchao che evocava l'idea che la dinastia regnante fosse investita del mandato celeste, oppure che chiunque riuscisse a riunificare la Cina avrebbe governato su Tianxia, ossia su tutto ciò che sta sotto il cielo. Questo concetto si accorda con la tradizionale teoria cinese della sovranità, secondo la quale l'imperatore era, almeno nominalmente, il leader politico dell'intero mondo e non soltanto di una singola nazione. Storicamente, il termine è legato alla dinastia Zhou (circa 1046-256 a.C.), in particolare al periodo delle Primavere e Autunni (VIII-IV secolo a.C.) e a quello degli Stati Combattenti (fino al 221 a.C., quando la Cina fu riunificata dai Qin). L'espressione Tianchao continua a essere usata nei forum e nei dibattiti online cinesi per riferirsi alla Cina in tono solenne o ironico.
L'espressione Tianchao fu tradotta per la prima volta in inglese e in francese agli inizi del XIX secolo, apparendo in pubblicazioni e corrispondenze diplomatiche straniere, e il termine «Celestial Empire» (Celeste Impero) fu occasionalmente usato per indicare la Cina. In quel periodo, celestial venne talvolta impiegato in modo neutro per riferirsi ai sudditi dell'impero Qing in modo neutro, derivando appunto dall'espressione «Celestial Empire». Tuttavia, nel corso del XIX secolo il termine celestial fu utilizzato anche in senso dispregiativo per indicare gli immigrati cinesi in Australasia e Nord America. Nel XX secolo, questa traduzione cadde in gran parte in disuso.

### Jiangshan e Shanhe
I due nomi Jiāngshān (江山) e Shānhé (山河), entrambi con il significato letterale di «fiumi e montagne», sono simili nell'uso a Tianxia e si riferiscono semplicemente al mondo intero, le cui caratteristiche più rilevanti sono appunto fiumi e montagne. Il termine è comunemente impiegato anche nell'idioma Jiāngshān shèjì (江山社稷), traducibile come «fiumi e montagne, terra e grano», espressione che evoca il concetto di sovranità legittima e sottolinea la necessità di un buon governo per mantenere l'ordine e la prosperità dello Stato.

### Jiuzhou
Il nome Jiǔ Zhōu (九州), che significa «nove province», è ampiamente utilizzato nei testi cinesi premoderni. Il termine ha origine nella seconda metà del periodo degli Stati Combattenti, quando la regione del Fiume Giallo era suddivisa in nove aree geografiche. Secondo alcune fonti, l'espressione viene attribuita al leggendario eroe e sovrano Yu il Grande, il quale, secondo la tradizione, avrebbe diviso la Cina in nove province durante il suo regno.

### Han
Il nome Hàn (汉; 漢) deriva dalla dinastia Han (206 a.C.-220 d.C.), che governò durante quella che è considerata la prima «età d'oro» della Cina imperiale. La dinastia Han crollò nel 220 e fu seguita da un lungo periodo di disordini, comprendente l'epoca dei Tre Regni, dei Sedici Regni e delle Dinastie del Nord e del Sud. Durante questi periodi, vari gruppi etnici non han fondarono dinastie nella Cina settentrionale. Fu in questo contesto che la popolazione cominciò a usare il termine Hàn per indicare i nativi della Cina del Nord che, a differenza delle minoranze etniche, erano considerati discendenti diretti dei sudditi della dinastia Han.
Durante la dinastia Yuan, i sudditi dell'impero venivano suddivisi in quattro classi: Mongoli, Semu, Han e «Meridionali». I cinesi del Nord erano chiamati Han ed erano considerati la classe più alta tra i cinesi. Questa categoria comprendeva non solo i popoli di origine han, ma anche altri gruppi etnici della Cina settentrionale, come i Khitan e i Jurchen, che si erano in gran parte sinicizzati nei due secoli precedenti. Il nome Han divenne particolarmente diffuso proprio in questo periodo.
Durante la dinastia Qing, i sovrani manciù utilizzarono il termine Han per distinguere i nativi delle Pianure Centrali dai Manciù stessi. Dopo la caduta del governo Qing, Han divenne ufficialmente il nome di una delle nazionalità all'interno dello Stato cinese. Oggi, l'espressione «Han persons», spesso resa in inglese come Han Chinese, è utilizzata dalla Repubblica Popolare Cinese per riferirsi al gruppo etnico maggioritario, uno dei 56 gruppi etnici ufficialmente riconosciuti nel Paese.

### Tang
Il nome Táng (唐) deriva dalla dinastia Tang (618-907), che governò durante la seconda età d'oro della Cina. Fu sotto i Tang che la Cina meridionale venne pienamente sinicizzata. In seguito, Táng divenne sinonimo di Cina nella Cina meridionale, e sono solitamente i cinesi del Sud a definirsi «popolo dei Tang» (Tángrén, 唐人). Ad esempio, la sinicizzazione e il rapido sviluppo del Guangdong durante il periodo Tang portarono i cantonesi a definirsi Tong-yan (唐人) in cantonese, mentre la Cina viene chiamata Tong-saan (唐山; pinyin: Tángshān, letteralmente «montagna Tang»). Le Chinatown di tutto il mondo, spesso dominate da emigrati cinesi meridionali, vennero così denominate «strada del popolo Tang» (唐人街, cantonese: Tong-yan-gaai; pinyin: Tángrénjiē). Il termine cantonese Tongsan («montagna Tang») è attestato anche nell'antico malese come uno dei nomi locali per la Cina, insieme al termine sanscrito Cina. In Malesia, Tongsan è ancora oggi utilizzato, spesso con una connotazione dispregiativa.
Tra i taiwanesi, Tángshān (in minnan: Tn̂g-soaⁿ) è presente, ad esempio, nel detto: «Ha un padre Tangshan, ma non una madre Tangshan» (有唐山公，無唐山媽; Pe̍h-ōe-jī: Ū Tn̂g-soaⁿ kong, bô Tn̂g-soaⁿ má), che si riferisce al fatto che molti immigrati han arrivati a Taiwan tra il XVII e il XVIII secolo erano uomini, e i loro discendenti nacquero da unioni con donne aborigene taiwanesi.
Nelle isole Ryukyu, il karate era originariamente chiamato tii (手, «mano») o karatii (唐手, «mano Tang»), poiché 唐ぬ國 (too-nu-kuku o kara-nu-kuku, «paese Tang») era un nome comune per la Cina in lingua ryukyuana. Successivamente, la denominazione fu modificata in karate (空手, «mano vuota») per renderla più accettabile ai giapponesi dopo la prima guerra sino-giapponese.
Zhu Yu, attivo durante la dinastia Song settentrionale, osservò che il nome Han veniva inizialmente utilizzato dai «barbari» nord-occidentali per indicare la Cina, mentre il nome Tang era impiegato dai «barbari» sud-orientali, e che questi appellativi finirono per influenzare la terminologia cinese stessa. Durante le invasioni mongole del Giappone, i giapponesi distinguevano tra gli Han della Cina del Nord – che, come i mongoli e i coreani, non dovevano essere fatti prigionieri – e l'«esercito di nuova sottomissione» della Cina del Sud, chiamato Tang, i cui membri potevano essere ridotti in schiavitù.

### Dalu e Neidi
Dàlù (大陸 / 大陆; pinyin: dàlù), letteralmente «grande continente» o semplicemente «continente», è usato come abbreviazione di Zhōnggúo Dàlù (中國大陸 / 中国大陆, «Cina continentale»), e designa il territorio della Repubblica Popolare Cinese escludendo – secondo il contesto – Hong Kong, Macao o Taiwan. Il termine è impiegato ufficialmente sia nella Cina continentale sia a Taiwan per distinguere il continente da Taiwan. In certi contesti, Dàlù è equivalente al termine Nèidì (內地 / 内地; pinyin: nèidì), che significa letteralmente «terra interna». Sebbene Nèidì indichi solitamente l'entroterra in contrapposizione alle regioni costiere o di confine, a Hong Kong è usato specificamente per indicare la Cina continentale, escludendo Hong Kong, Macao e Taiwan. Il termine è adottato con crescente frequenza anche in ambito ufficiale nella Cina continentale, ad esempio per riferirsi alle differenze tra le giurisdizioni doganali e giudiziarie della Cina continentale e quelle delle altre tre regioni.
Neidi è inoltre spesso utilizzato nello Xinjiang e in Tibet per distinguere le province orientali della Cina dalle regioni autonome occidentali, popolate prevalentemente da minoranze etniche.

## Nomi ufficiali

### Repubblica Popolare Cinese
Il nome Nuova Cina è stato frequentemente applicato alla Cina dal Partito Comunista Cinese come termine politico e sociale positivo, volto a contrapporre la Cina pre-1949 (prima della fondazione della RPC) al nuovo nome dello stato socialista, Zhōnghuá Rénmín Gònghéguó (nella vecchia romanizzazione postale, Chunghwa Jenmin Konghokuo), ovvero «Repubblica Popolare Cinese» in italiano, un nome derivato dalla breve esperienza della Repubblica Sovietica Cinese del 1931. Questo termine viene talvolta utilizzato anche da autori al di fuori della Cina continentale. Durante la Guerra Fredda, la RPC era conosciuta in molti Paesi occidentali come «Cina comunista» o «Cina rossa», per distinguerla dalla Repubblica di Cina, comunemente chiamata «Taiwan», «Cina nazionalista» o «Cina libera». In alcuni contesti, in particolare in ambito economico, commerciale e sportivo, il termine «Cina» è spesso usato per riferirsi esclusivamente alla Cina continentale, escludendo Hong Kong, Macao e Taiwan.

### Repubblica di Cina
Nel 1912, la Cina adottò il suo nome ufficiale, Chunghwa Minkuo (reso in pinyin come Zhōnghuá Mínguó), tradotto in italiano come «Repubblica di Cina», chiamata talvolta «Cina repubblicana» o «era repubblicana» (民國時代), in contrasto con la dinastia Qing che aveva sostituito, o «Cina nazionalista», in riferimento al Partito Nazionalista Cinese (Kuomintang) al potere. 中華 (Chunghwa) è un termine che indica la «Cina», mentre 民國 (Minkuo), letteralmente «Stato del popolo» o «Repubblica del popolo», sta per «repubblica». Il nome trae origine dal manifesto del Tongmenghui del 1905, che indicava i quattro obiettivi della rivoluzione cinese: «scacciare i governanti manciù, far rivivere la Cina, stabilire una repubblica e distribuire equamente la terra tra il popolo». Il fondatore del Tongmenghui e leader rivoluzionario Sun Yat-sen propose il nome Chunghwa Minkuo come nome presunto del nuovo Paese, una volta ottenuta la vittoria della rivoluzione.
Dalla separazione dalla Cina continentale nel 1949, a seguito della guerra civile cinese, il territorio della Repubblica di Cina è stato perlopiù limitato all'isola di Taiwan e ad alcune isole minori. Di conseguenza, il Paese viene spesso chiamato semplicemente «Taiwan», sebbene ciò non sia considerato politicamente neutrale. Durante la Guerra Fredda, il governo e i suoi sostenitori si autodefinivano talvolta «Cina libera» o «Cina democratica», in contrasto con la Repubblica Popolare Cinese, che storicamente la Repubblica di Cina chiamava «Area occupata dai banditi» (匪區). Inoltre, a causa delle pressioni della RPC, la Repubblica di Cina utilizza il nome «Taipei cinese» (中華台北) quando partecipa a forum internazionali o a competizioni sportive, come i Giochi olimpici.
Il politico taiwanese Mei Feng ha criticato il nome ufficiale inglese dello stato, «Republic of China», per non aver tradotto correttamente il carattere cinese Min (民, «popolo») in accordo con l'interpretazione originale di Sun Yat-sen. Secondo lui, il nome avrebbe dovuto essere tradotto come «People's Republic of China», cosa che genera però confusione con l'attuale denominazione ufficiale della Cina comunista. Per evitare fraintendimenti, l'amministrazione del DPP guidata da Chen Shui-bian iniziò ad aggiungere «Taiwan» accanto al nome ufficiale della nazione nel 2005.

## Esonimi
I nomi usati in altre parti dell'Asia, specialmente nell'Asia orientale e sud-orientale, derivano solitamente direttamente da parole di una delle lingue cinesi. Nei paesi ex-tributari o culturalmente influenzati dalla Cina, la pronuncia di tali nomi è particolarmente simile a quella originale. I nomi usati nelle lingue indoeuropee, invece, hanno origini indirette, giunte attraverso altre vie, e possono avere poca somiglianza con i termini utilizzati in Cina.

### Cina
L'italiano, la maggior parte delle lingue indoeuropee e molte altre lingue usano varie forme del nome Cina e il prefisso «Sino-» o «Sin-» dal latino Sina. Gli europei avevano conoscenza di un paese chiamato in greco Thina o Sina sin da epoche remote; il Periplus del Mare Eritreo, datato forse al I secolo d.C., registrava un paese noto come Thin (θίν). Il nome italiano «China» (più recentemente divenuto Cina) deriva dal persiano medio (Chīn چین). La parola moderna fu usata per la prima volta in Europa dai navigatori portoghesi del XVI secolo; appare per la prima volta nel 1516 nel diario dell'esploratore portoghese Duarte Barbosa. Il diario fu tradotto in italiano da Giovanni Battista Ramusio e pubblicato all'interno di Navigazioni e viaggi nel 1550.

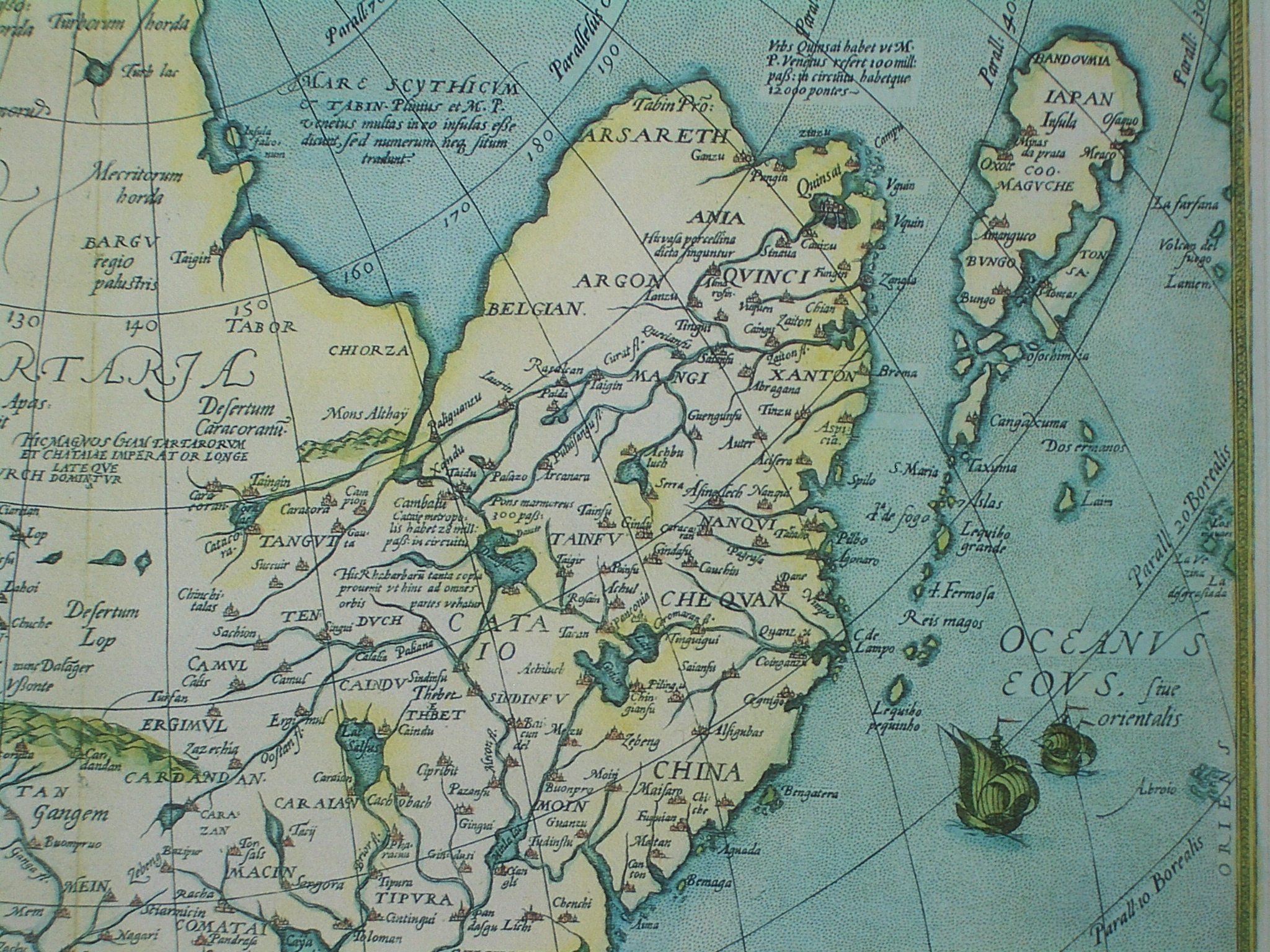
La China (riferita all'odierno Guangdong), il Mangi (l’entroterra dello Xanton, ovvero lo Shandong) e il Cataio (situato nell’entroterra della China e del Chequan, ovvero lo Zhejiang, e comprendente la capitale Cambalu, Xandu e un ponte di marmo) sono tutte rappresentate come regioni separate in questa mappa del 1570 realizzata da Abramo Ortelio.

L'etimologia tradizionale, proposta nel XVII secolo da Martin Martini e supportata successivamente da studiosi come Paul Pelliot e Berthold Laufer, sostiene che la parola «China» e i termini collegati derivino in ultima analisi dal regno di Qin, che unificò la Cina formando la dinastia Qin (Cinese antico: *dzin) nel III secolo a.C., ma che esisteva come stato nel limite occidentale della Cina già dal IX secolo a.C. Questa è ancora oggi la teoria più accreditata, sebbene l'etimologia resti dibattuta, come riportato dall'Oxford English Dictionary, e sono state proposte numerose altre ipotesi.
L'esistenza della parola Cīna nei testi indiani antichi fu notata dal sanscritista Hermann Jacobi, che segnalò il suo uso nel Libro 2 dell'Arthashastra in riferimento alla seta e ai tessuti prodotti dal paese di Cīna, sebbene l'analisi testuale suggerisca che il Libro 2 non sia stato scritto molto prima del 150 d.C. La parola si trova anche in altri testi sanscriti, come il Mahābhārata e le Leggi di Manu. L'indologo Patrick Olivelle ha sostenuto che il termine Cīna potrebbe non essere stato conosciuto in India prima del I secolo a.C.; tuttavia, egli concordava sul fatto che probabilmente si riferisse ai Qin, pur ritenendo che la parola stessa derivasse da una lingua dell'Asia centrale. Alcuni studiosi cinesi e indiani hanno suggerito lo stato di Jing (荆, altro nome per Chu) come probabile origine del nome. Un'altra ipotesi, avanzata da Geoff Wade, è che i Cīnāh nei testi sanscriti si riferiscano a un antico regno situato nell'attuale Guizhou, chiamato Yelang, augli altopiani tibeto-birmani meridionali. Gli abitanti, secondo Wade, si autodefinivano Zina.
Il termine China può anche riferirsi a:
- uno stato moderno, indicando la RPC o la ROC;
- la «Cina continentale» (中國大陸; 中国大陆; Zhōngguó Dàlù), ossia il territorio della RPC esclusi Hong Kong e Macao;
- la «Cina propriamente detta», un termine usato per indicare il cuore storico della Cina senza le aree periferiche come Manciuria, Mongolia Interna, Tibet e Xinjiang.

In contesti economici, Grande Cina (大中華地區; 大中华地区; Dà Zhōnghuá dìqū) è inteso come modo neutro e non politico per riferirsi a Cina continentale, Hong Kong, Macao e Taiwan.
I sinologi di solito usano «cinesi» in un senso più ristretto, simile all'uso classico di Zhongguo, riferendosi al gruppo etnico Han, che costituisce la maggioranza della popolazione in Cina e dei cinesi d'oltremare.

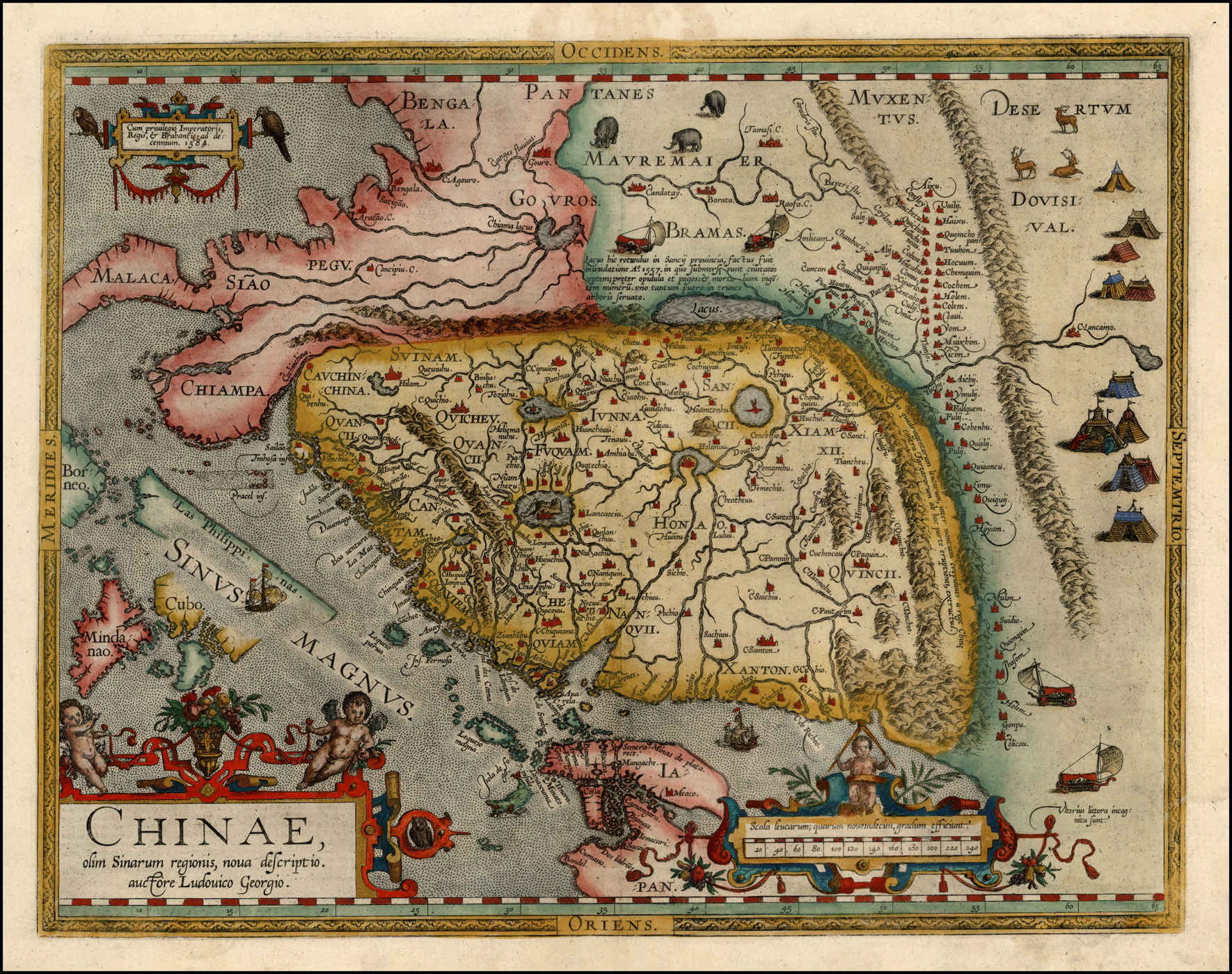
La mappa del 1584 di Barbuda, anch'essa pubblicata da Ortelio, applica già il nome China all'intero paese. Tuttavia, per un altro secolo molte mappe europee continuarono a rappresentare anche il Cathay, di solito situato a nord della Grande Muraglia.

### Seres, Ser, Serica
Sēres (Σῆρες) era il nome usato dagli antichi Greci e Romani per indicare la parte nord-occidentale della Cina e i suoi abitanti. Significava «terra della seta» o «paese da cui proviene la seta». Il nome si ritiene derivi dalla parola cinese per seta, 絲; 丝; sī (cinese medio sɨ, cinese antico *slɯ secondo Zhengzhang). È all'origine del termine latino per «seta», sērica.
Potrebbe trattarsi di una retroformazione da sērikos (σηρικός, «fatto di seta»), derivato da sēr (σήρ, «baco da seta»), e quindi Sēres significherebbe «la terra della seta».

### Sinae, Sin

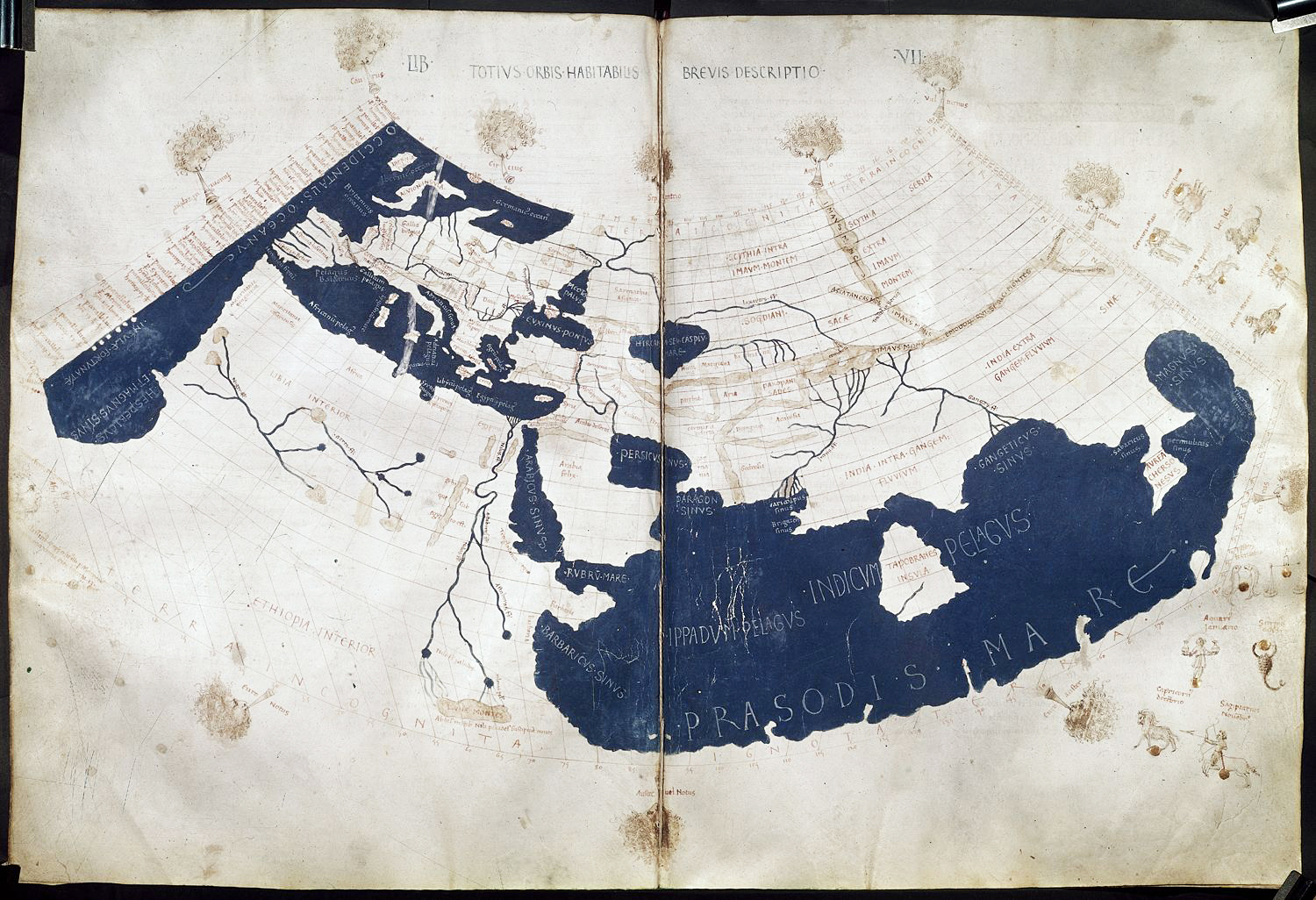
Mappa della metà del XV secolo basata sulla Geografia di Tolomeo. Serica e Sina sono indicate come paesi distinti (in alto a destra e a destra, rispettivamente).

Sīnae era un antico nome greco e romano per indicare alcune popolazioni a sud di Serica, all'estremo oriente del mondo conosciuto. Tra i riferimenti ai Sinae vi è la menzione di una città chiamata dai Romani Sēra Mētropolis, che potrebbe essere l'odierna Xi'an (antica Chang'an). Il prefisso latino Sino- e parole come Sinica, usate tradizionalmente per riferirsi alla Cina, derivano da Sīnae. Si ritiene comunemente che Chīna, Sīna e Thīna siano varianti che derivano da Qin, lo stato dell'era Zhou occidentale che fondò la dinastia Qin. Altri studiosi, come Henry Yule, ipotizzano che questo termine possa essere giunto in Europa attraverso gli Arabi, che trasformarono il termine «China» dell'Estremo Oriente in Sin, e talvolta in Thin. Da qui derivano il Thin dell'autore del Periplus del Mare Eritreo (probabilmente il primo autore noto a usare questo nome in tale forma), così come i Sinae e i Thinae di Tolomeo.
Alcuni studiosi negano che i Sinae di Tolomeo rappresentassero davvero i cinesi, poiché Tolomeo chiamava il paese Sērice e la capitale Sēra, ritenendoli distinti dai Sīnae. Marciano di Eraclea scrive che «le nazioni dei Sinae si trovano all'estremità del mondo abitabile, confinando con la Terra incognita orientale». Il geografo Cosma Indicopleuste, nel VI secolo, fa riferimento a un «paese della seta» chiamato Tzinista, identificato come la Cina, oltre il quale «non vi è navigazione né terra abitabile». Secondo Henry Yule, l'errata rappresentazione del Mar Indiano come bacino chiuso da parte di Tolomeo lo avrebbe portato a collocare male la costa cinese, creando la falsa distinzione tra Serica e Sina.
Nella Bibbia ebraica si menziona un lontano paese chiamato Sinim nel libro di Isaia 49:12, che alcuni hanno ritenuto un riferimento alla Cina. In Genesi 10:17 si citano i Siniti, discendenti di Canaan, figlio di Cam, ma si ritiene generalmente che si tratti di un altro popolo, probabilmente del Libano settentrionale.

### Cathay o Kitay
Questi nomi derivano dal popolo Khitan, originario della Manciuria, che conquistò parti della Cina settentrionale nel X secolo e fondò la dinastia Liao, dominando l'Asia centrale nel XII secolo con il Khanato dei Kara Khitan. A causa della lunga rilevanza politica, il nome Khitan divenne associato alla Cina. Gli storici musulmani si riferivano allo stato dei Kara Khitan come Khitay o Khitai; potrebbero aver adottato questa forma tramite gli uiguri di Qocho, nella cui lingua il suffisso -n or -ń diventava -y. Il nome fu poi introdotto nell'Europa medievale e moderna tramite fonti islamiche e russe. In italiano e in molte lingue europee, il termine «Cathay» fu utilizzato nelle traduzioni delle avventure di Marco Polo, che usava questa parola per la Cina settentrionale. Parole derivate da Khitay sono ancora utilizzate in molte lingue turche e slave per indicare la Cina. Tuttavia, il suo uso da parte dei parlanti turchi all'interno della Cina, come gli uiguri, è considerato dispregiativo dalle autorità cinesi, che hanno tentato di proibirlo.

### Tabgach
Il termine Tabgach deriva dalla metatesi di Tuoba (*t'akbat), una tribù dominante degli Xianbei e cognome degli imperatori dei Wei Settentrionali nel V secolo, prima della sinizzazione. Designava la Cina settentrionale, allora dominata da popolazioni miste Xianbei-Han.
Questo nome è stato ritradotto in cinese come Taohuashi (桃花石, «pietra del fiore di pesco»). In anni recenti, questo nome è stato usato in Cina per promuovere l'unità etnica.

### Taugast
Nelle opere dello storico bizantino Teofilatto Simocatta, scritte all'inizio del VII secolo, La Cina Tang è chiamata Taugast (greco bizantino: Ταυγάστ). Questo nome è probabilmente collegato a Tabgach.

### Nikan
Nikan (mancese: ᠨᡳᡴᠠᠨ) era un etnonimo mancese di origine sconosciuta che si riferiva specificamente agli Han; il tema di questa parola veniva anche coniugato come verbo, nikara(-mbi), che significava «parlare la lingua cinese». Poiché Nikan era essenzialmente un etnonimo e indicava un gruppo di persone piuttosto che un'entità politica, la traduzione corretta di «Cina» in mancese è Nikan gurun, cioè «paese degli Han».
Questo esonimo per gli Han è usato anche nella lingua daur, dove appare come Niaken ([njakən] or [ɲakən]). Come per il mancese, il termine Niaken indica essenzialmente un gruppo etnico, e il modo corretto per riferirsi al paese degli Han (cioè «Cina» in senso culturale) è Niaken gurun, mentre niakendaaci è un verbo che significa «parlare in cinese».

### Kara
In giapponese: Kara (から; scritto variamente come 唐 o 漢). Un nome identico veniva usato dagli antichi e medievali giapponesi per indicare anche la Corea, e molti storici e linguisti giapponesi ritengono che la parola Kara, riferita alla Cina e/o alla Corea, derivi da un'estensione metonimica del nome delle antiche città-stato di Gaya.
La parola giapponese karate (空手, letteralmente «mano vuota») deriva dall'okinawense karatii (唐手, «mano cinese/asiatica/straniera») e si riferisce alle arti marziali di Okinawa; il carattere kara fu poi cambiato per rimuovere la connotazione dell'origine cinese.

### Morokoshi
In giapponese: Morokoshi (もろこし; scritto variamente come 唐 o 唐土). Questo antico nome giapponese per la Cina si ritiene derivi dalla lettura kun'yomi del composto cinese 諸越 (Zhūyuè) o 百越 (Baiyue), «tutti gli Yue» o «i cento Yue», un antico nome cinese per le società dell'odierna Cina meridionale.
Il sostantivo comune giapponese tōmorokoshi (トウモロコシ, 玉蜀黍), che indica il mais, sembra contenere un elemento affine a questo antico nome per la Cina. Sebbene tōmorokoshi sia tradizionalmente scritto con caratteri che significano letteralmente «miglio di Shu di giada», l'etimologia del termine risale a «Tang morokoshi», in cui morokoshi era sia il vecchio nome giapponese della Cina sia il termine per il sorgo, probabilmente introdotto in Giappone proprio dalla Cina.

### Mangi

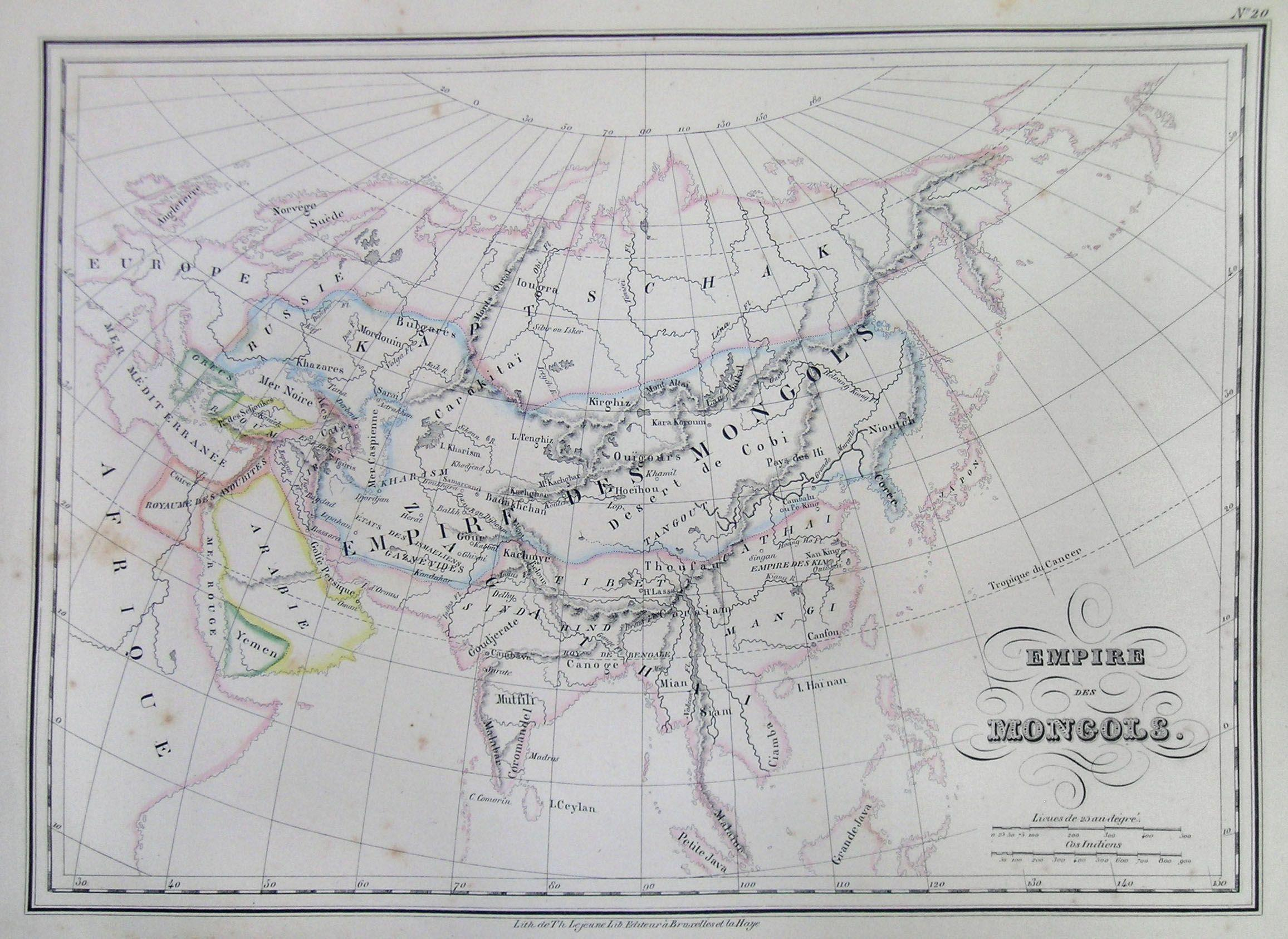
Mappa dell'Impero mongolo del 1837, raffigurante il Mangi nella Cina meridionale.

Da cinese Manzi («barbari meridionali»). La divisione tra nord e sud della Cina sotto le dinastie Jin e Song indebolì l'idea di una Cina unificata, e per un certo tempo i popoli non-Han chiamarono le due parti con nomi distinti. Mentre la Cina settentrionale era detta Cathay, la Cina meridionale era indicata come Mangi. Manzi appare spesso nei documenti della dinastia Yuan, guidata dai mongoli, come termine dispregiativo per la Cina meridionale. I mongoli chiamavano i cinesi del sud anche Nangkiyas o Nangkiyad e li consideravano etnicamente diversi dai cinesi del nord. Il termine Manzi raggiunse l'Occidente come Mangi (usato da Marco Polo) ed è comune nelle mappe medievali. I cinesi stessi consideravano Manzi dispregiativo e non lo usavano mai come auto-designazione. Alcuni studiosi ritenevano che Mangi fosse una corruzione del persiano Machin (ماچين) e dell'arabo Māṣīn (ماصين), ma queste forme derivano dal sanscrito Maha Chin, ossia «Grande Cina».

### Sungsong
In alcune lingue filippine, Sungsong o Sungsung era un nome storico e arcaico per la Cina. Nella lingua Tiruray, il nome indicava specificamente Hong Kong. Il termine deriva dal proto-malayopolinesiano *suŋsuŋ, che significa «andare contro vento o corrente». La sua applicazione alla Cina nelle lingue filippine è probabilmente legata alle difficoltà di navigazione incontrate per raggiungere la Cina continentale dalle Filippine.

## Nomi nella lingua dei segni
Il segno per «Cina» nella lingua dei segni cinese si esegue facendo scorrere la punta dell'indice orizzontalmente lungo la parte superiore del petto, dal lato non dominante verso quello dominante, e poi muovendola verticalmente verso il basso. Molte lingue dei segni hanno adottato questo segno cinese come prestito; ciò include la lingua dei segni americana, in cui è stato adottato attraverso i vari dialetti, dal Canada alla California, sostituendo segni precedenti che indicavano la piega epicantica tipica delle persone dell'Asia orientale, ora considerati offensivi.
Molte altre lingue hanno preso in prestito questo segno, con alcune modifiche. Nella lingua dei segni estone, l'indice si muove in diagonale verso il lato non dominante invece che verticalmente verso il basso, mentre nella lingua dei segni francese e nella lingua dei segni israeliana viene usato il pollice. Altre lingue dei segni usano invece segni non correlati. Ad esempio, nella lingua dei segni di Hong Kong, l'indice e il medio della mano dominante, tenuta nella stessa configurazione con il palmo rivolto verso il basso, davanti al petto del segnante. Nella lingua dei segni taiwanese, entrambe le mani sono piatte, con i pollici estesi e le altre dita unite e puntate di lato, palmi verso il segnante, muovendosi insieme su e giù ripetutamente davanti al petto.